# Neuchâtel Xamax
Neuchâtel Xamax FC (normalt bare kendt som Neuchâtel Xamax) er en schweizisk fodboldklub fr byen Neuchâtel i Kanton Neuchâtel. Klubben spiller i landets bedste liga, den schweiziske Superliga, og har hjemmebane på Stade de la Maladière. Klubben blev grundlagt i 1970, og har siden da vundet to schweiziske mesterskaber.

## Titler
- Schweizisk Superliga (2): 1987 og 1988

## Kendte spillere
- Alain Geiger
- Pascal Zuberbühler
- Viorel Moldovan
- Papa Bouba Diop
- Henri Camara
- Uli Stielike
- 🇧🇬 Trifon Ivanov

## Danske spillere
- Carsten Nielsen